# شارل الجريء

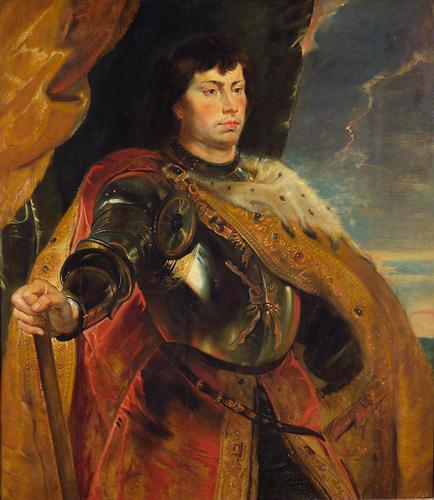
شارل الجريء

شارل الجريء (بالفرنسية: Charles le Téméraire)‏ يلقب أيضاً بشارل المتهور، ولد في 10 نوفمبر 1433 وتوفي في 5 يناير 1477 وكان عمره حينها 44 سنة، وكان دوق بيرغندي من عام 1467 إلى عام 1477.
بعد وفاته أصبح من الواضح أن الأراضي الخاضعة بين فرنسا وهابسبورغ مصيرها التقسيم، لكن كلا الطرفين لم يكن راضيا عن نتائج التقسيم مما كان سيؤدي لاحقا إلى تفكك الولايات البرغندية ونشوب حروب عديدة في أوروبا الغربية لمدة قرنين من الزمان.

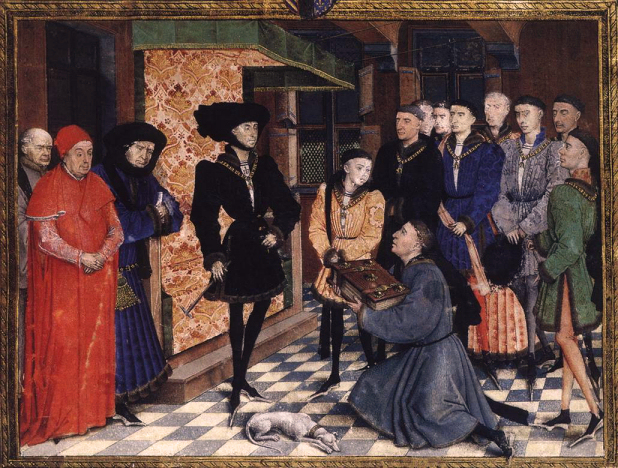
شارل في صغره مع والده فيليب الوسيم

## حياته
ولد شارل في ديجون شرق فرنسا، والده هو فيليب الثالث أو الطيب ووالدته إيزابيل أفيس دوقية بورغونيا، أول لقب حصل عليه هو الكونت كاروليس ثم بعد وفاة أبيه حصل على لقب الفارس ذو الصوف الذهبية بالإضافة إلى جميع ألقاب والده. تمت تربيته وتدريبه على الحروب وفنون القتال في أرقى مراكز التدريب وإحداها كانت صالة الفنون والتجارة والتي تعد من أفخم الصالات في أوروبا
الزواج الأول لشارل الجريء كان وهو بعمر سبع سنوات من كاثرين ابنة شارل السابع ملك فرنسا حيث كانت تكبره بخمس سنوات، دام زواجهم ستة سنوات حين توفيت عام 1446 من دون أطفال.
الزواج الثاني كان من إيزابيلا البربونية وكان عمره حينذاك 21 سنة وقد رزق منها بإبنة واحدة هي ماري دوقة بورغونيا والتي أصبحت لاحقا الوريثة الوحيدة لكل الأملاك والمقاطعات البرغندية. توفيت ماري دوقة بورغونيا عام 1465 ويقال إنها أصيبت بالجنون ولقبت بميري المجنونة.
الزواج الثالث كان من مارغريت دوقية بورغونيا وابنة دوق يورك حيث تمت مراسيم الزواج في مدينة بروغس، ولم يرزق منها بأطفال.

## الحروب الأولى
بسبب ما كان يعانيه فيليب الثالث في آخر أيام حياته من مشاكل صحية في إدارة شؤون ومقاليد الدولة فقد قام ابنه تشارل بتولي مهام والده.
ففي عام 1465 قام بإنشاء اتحاد التحالف الإقطاعي لمواجهة السلطة المركزية ل لويس الحادي عشر ملك فرنسا ملك فرنسا، حيث تمت المواجهة العسكرية بينهم في معركة مونثليري في 13 يوليو 1465 لكن النصر لم يكن من حليف أي الفريقين، وكان من نتائج المعركة أن أصيب تشارل بجروح وانتهت المعركة بإبرام اتفاقية يتم بموجبها تنازل لويس الحادي عشر ملك فرنسا عن عدة إقطاعيات كان قد استولى عليها إلى خصمه تشارل الجريء.
بعد هذه المعركة وجهه تشارل جنوده إلى مدينة بونثيو الفرنسية وهي إحدى المقاطعات الست المكونة لمحافظة بيكاردي الواقعة شمال فرنسا واستطاع الاستيلاء عليها بعد استسلام سكانها سلميا.
كذلك استطاع تشارل إخماد الثورة التي قامت ضد والده وأخيه من قبل مدينتي لييج ودينانت البلجيكيتين حيث أن أهالي دينانت كانوا قد قاموا بإعمال شغب وإطلاق إشاعات تمسه وتمس والدته، ثم قاموا بحرق دمية على شكل تشارل تعبيرا عن رفضهم لسياساته، حينها قام تشارل للثأر لنفسه وذلك باقتحام مدينة دينانت وقتل معظم الرجال والنساء والأطفال فيها.

## السياسة الداخلية
من الأمور التي كان تشارل يحرص عليها هو إظهار مدى قوته السياسية والعسكرية من خلال إعادة بناء وتسليح الجيش بأحدث الأسلحة وأقواها، ومن الأمور التي سعى إليها تشرل خاصة بعد توليه السلطة من أبيه هو تكريس جل وقته لإعادة تنظيم الجيش وتدريبه وإدخال المرتزقة الأجانب في صفوف الجيش وبالأخص من إيطاليا وإنجلترا.
حرص تشارل أن يقوم بنفسه مسؤولية إدارة الإقطاعيات والأملاك التي كانت تحت سيطرته مع مراعاة مبادئ الإقطاعيات التي نهج عليها.

## إعادة بناء المملكة
كان هدف تشارل الأساسي السعي إلى توسيع نطاق مملكته من خلال الحروب أو من خلال شراء الدويلات والأقاليم الصغيرة، ففي عام 1469 سنحت له فرصة عندما عرض عليه أرشيدوق النمسا سيجيموند بيع إقليم فيريتي Ferrette الواقعة على الحدود الفرنسية في شرق فرنسا بالإضافة إلى بلدات وقرى أخرى مجاورة لها مع الاحتفاظ بحقه باسترجاعها عندما تتحسن ظروفه.
في أكتوبر 1470 لجأ شقيق زوجته إدوارد الرابع ملك إنجلترا مع عدد من إتباعه اليوركيين (نسبة اليورك إنجلترا) إليه هربا من هنري الخامس في الوقت الذي كان يتم فيه إعادة تنصيبه على عرش إنجلترا خلفا ل هنري السادس.
لكن بعد خمسة شهور من اللجوء السياسي استطاع إدوارد الرابع ملك إنجلترا بمساعدة البرغنديين بقيادة تشارل من استعادة العرش ثانية من هنري الخامس.
في عام 1472 استطاع تشارل استعادة السيطرة على دوقية غيلدرز من أرنولد دوق غيلدرز الواقعة في المناطق المنخفضة التابعة للإمبراطورية الرومانية.
في نهاية عام 1473 كان نفوذ مملكة بورغونيا قد امتد ليصل من فرنسا إلى حدود هولندا وأصبح حينها تشارل أحد أقوى رجال أوروبا وأكثرهم ثراء .

## السقوط

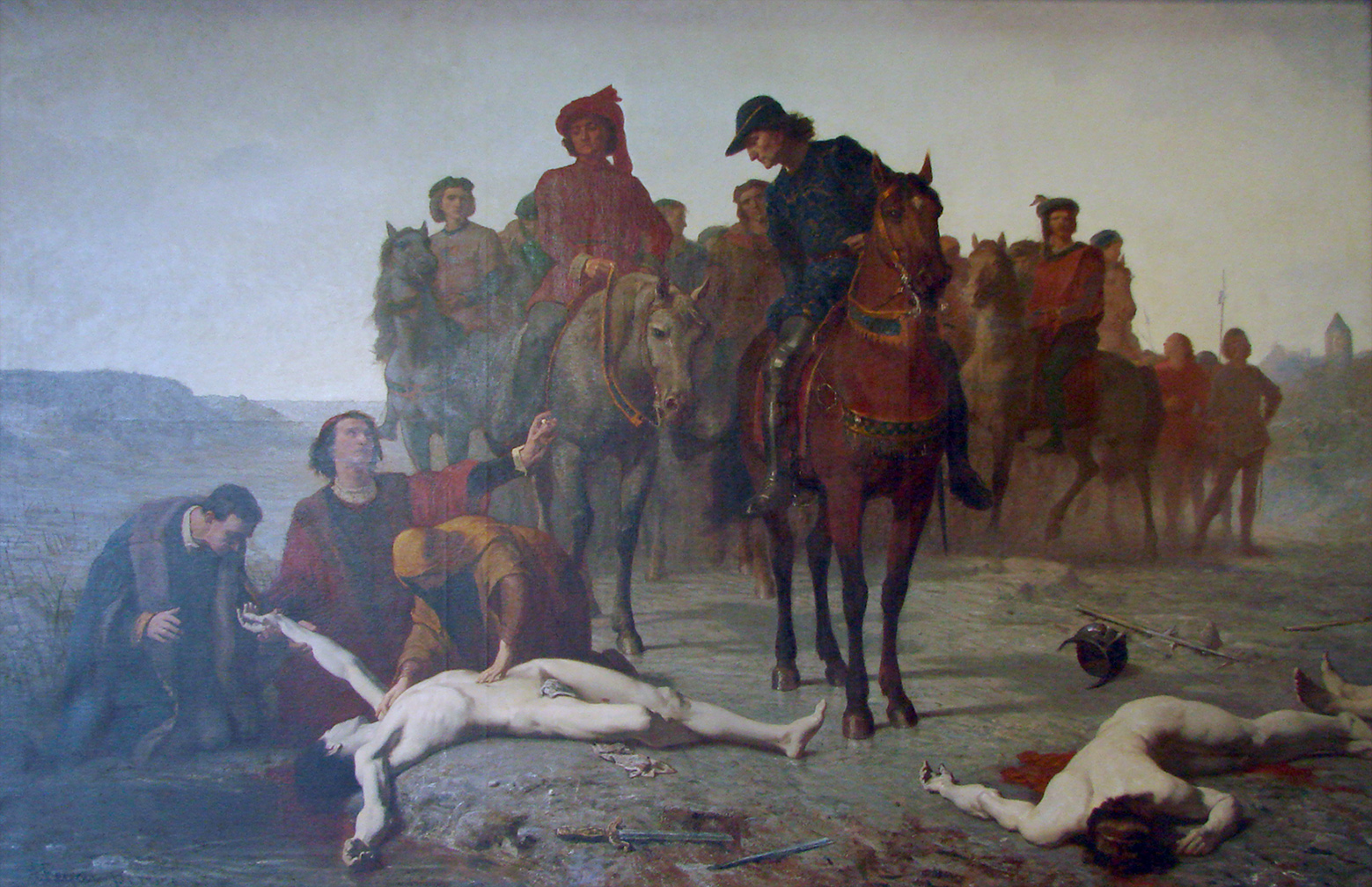
معركة نانسي

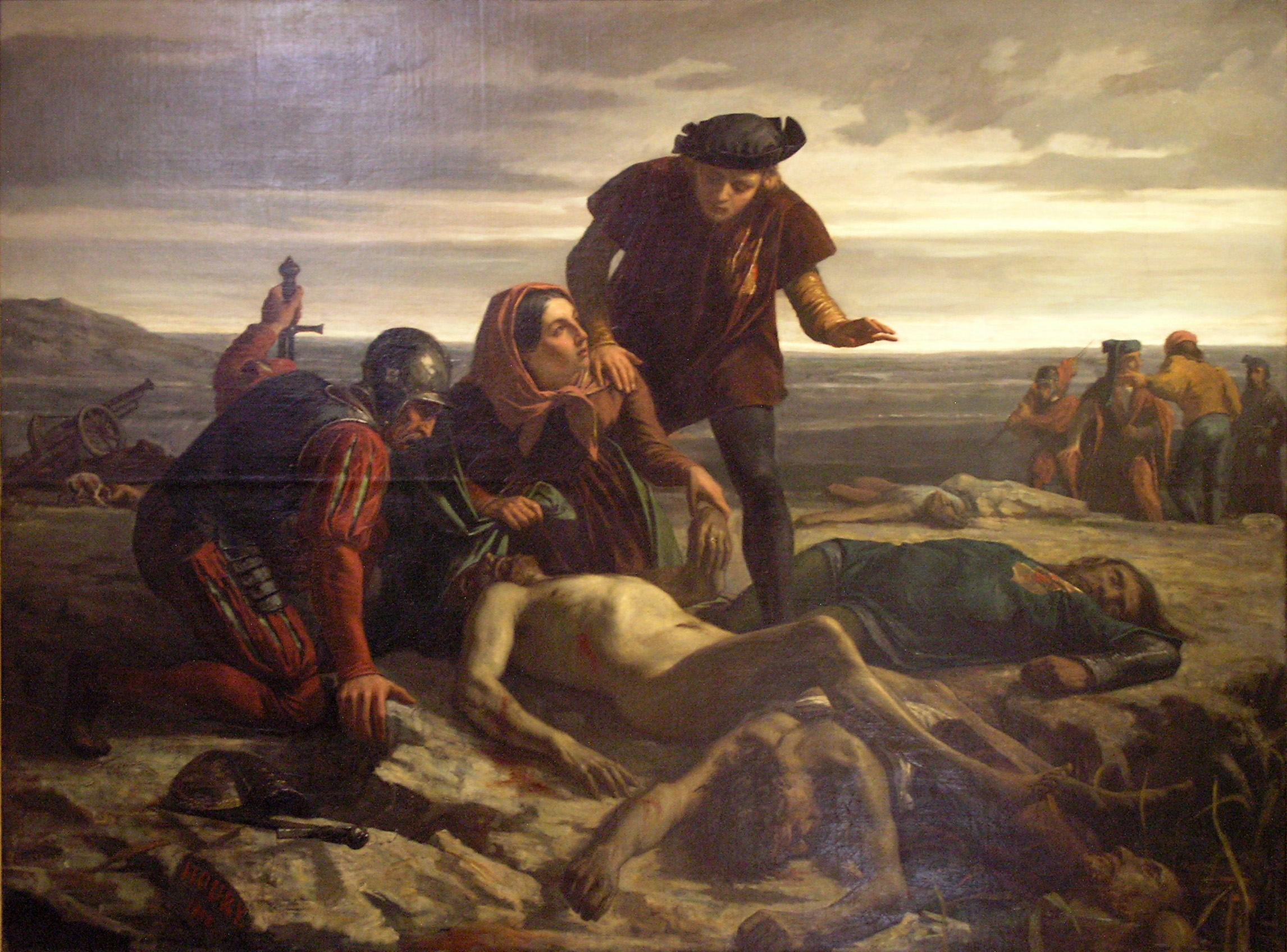
معركة نانسي

يعتقد إن أحد الأسباب التي كان لها الأثر في انحلال وسقوط مملكة تشارل تعود إلى دخوله في نزاع مع أرشيدوق النمسا سيغسيموند. وذلك حين رفض تشارل إعادة المقاطعات إليه حسب الاتفاقية المبرمة بينهم وهذا ما أدخله في نزاعات كثيرة كان لها الأثر الأكبر في سقوطه.
من الأمور الأخرى التي ساهمت في سقوطه السريع هي خسارته في معركة غراندسون في 2 مارس 1476 أمام الجيش الاتحادي السويسري حيث بادر تشارل إلى محاصرة قلعة غراندسون استعدادا لاقتحامها لكنه واجه مقاومة شرسة جعلته يتراجع ومن ثم يفر مع ما تبقى من رجاله تاركا خلفه غنائم كثيرة من أسلحة وعتاد ومدفعية التي كان ينوي استعمالها لهدم القلعة.
في 22 يونيو 1476 قام تشارل بتجميع قوة قوامها 30,000 رجل وذلك لرد اعتبره للخسارة المخزية التي مني بها في معركة غراندسون حيث قام بمهاجمة مورات وهي مدينة تقع بين لوزان وبيرن السويسريتين كان شارل قد ادعي بأحقيته فيها، لكن وكما حصل في المعركة السابقة انهزم تشارل أمام الجيش السويسري في 22 يونيو 1476 والذي كان يسانده سلاح الفرسان التابع لدوق الورين رينيه الثاني، خلال هذه المعركة فقد تشارل ما يقارب الثلث من عدد رجاله.
بعد أربعة أشهر من خسارته لمعركة مورات في 6 أكتوبر 1476 استطاع دوق اللورين رينيه الثاني من انتزاع أهم المدن التي كان تشارل قد استولى عليها وهي مدينة نانسي.

## وفاته

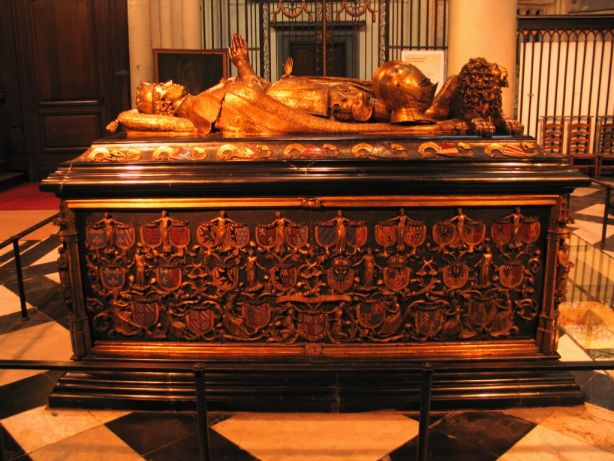
ضريح شارل الجريء

كمحاولة أخيرة لاستعادة هيبته بعد الخسارة التي مُني ها في معركة مورات عام 1476 قام شارل الجريء بتشكيل جيش مكون من عدة آلاف من رجاله واتجه إلى أبواب مدينة نانسي عاصمة اللورين، وكان الوقت منتصف فصل الشتاء والثلوج تغطي كل شيء مما صعب الأمور على الجيش ولاقى الكثير منهم مصرعه حتى قبل بداية المعركة.
بحلول 5 يناير 1477 وقعت أحداث معركة نانسي بين الجيش البرغندي بقيادة الدوق شارل الجريء وبين جيش اللورين بقيادة الدوق رينيه مع المساعدة من قبل الجيش السويسري التي هرعت لتقديم المساعدة.
بسبب رداءة الطقس والإرهاق الذي أصاب الجنود لم يستطع شارل الصمود في مواجهة قوات اللورين وسويسرا فتمت خسارته وقُتل في المعركة وتم العثور على جثته بعد عدة أيام مشوهة بطريقة يصعب تمييزها.

## ميراثه
قبل وفاته قرر شارل الجريء أن يرتب زواجا لابنته ماري دوقة بورغونيا ذات الثماني عشر عاما والوحيدة لديه من ماكسيمليان الاول ابن فريدرش الثالث إمبراطور روما المقدسة لما يعنيه هذا الزواج من ضمان لمستقبل ابنته.
بالنظر إلى ما قام به شارل الجريء من محاولات فاشلة ومغامرات خاسرة أدت إلى فقدانه الكثير من الرجال والمقاطعات بسبب الأطماع فلذلك تم تصنيفه بأنه أحد القادة الذين يتصفون بعدم الاستقرار عقلياً، وبالتالي تسميته بشارل المتهور أقرب من شارل الجريء.

## الألقاب
من 1433 إلى 5 يناير 1477 الكونت كارولايس أو  شارل الأول
 من 15 يونيو 1467 إلى 5 يناير 1477 : دوق بورغندي أو  شارل الأول
 من 15 يونيو 1467 إلى 5 يناير 1477 : دوق برابانت أو  شارل الأول
 من 15 يونيو 1477 1467 إلى 5 يناير 1477 : دوق ليمبورغ أو شارل الأول
 من 15 يونيو 1467 إلى 5 يناير 1477 رمز النمسا أو شارل الأول
 من 15 يونيو 1467 إلى 5 يناير 1477 دوق لوكسيمبورغ أو شارل الثاني
 من 15 يونيو 1467 إلى 5 يناير 1477 مارغريف نامور أو شارل الأول
 من 15 يونيو 1467 إلى 5 يناير 1477 كونت الفلاندرأو شارل الأول
 من 15 يونيو 1467 إلى 5 يناير 1477 : كونت اتريوس أو شارل الأول
 من 15 يونيو 1467 إلى 5 يناير 1477 : كونت بورغندي أو شارل الأول
 من 15 يونيو 1467 إلى 5 يناير 1477 هايناولتكونت أو شارل الثاني
 من 15 يونيو 1467 إلى 5 يناير 1477 : كونت هولند أو شارل الأول
 من 15 يونيو 1467 إلى 5 يناير 1477: كونت هينو أو شارل الأول
 من 15 يونيو 1467 إلى 5 يناير 1477 : كونت زيلاند أو شارل الأول
 من 15 يونيو 1467 إلى 5 يناير 1477 : دوق غيلدرز أو شارل الأول
•	من 23 فبراير 1473 إلى 5 فبراير 1477 : كونت زوتفن أو شارل الأول

## روابط خارجية
- شارل الجريء على موقع الموسوعة البريطانية (الإنجليزية)
- شارل الجريء على موقع ميوزك برينز (الإنجليزية)
- شارل الجريء على موقع ديسكوغز (الإنجليزية)